# Bullone

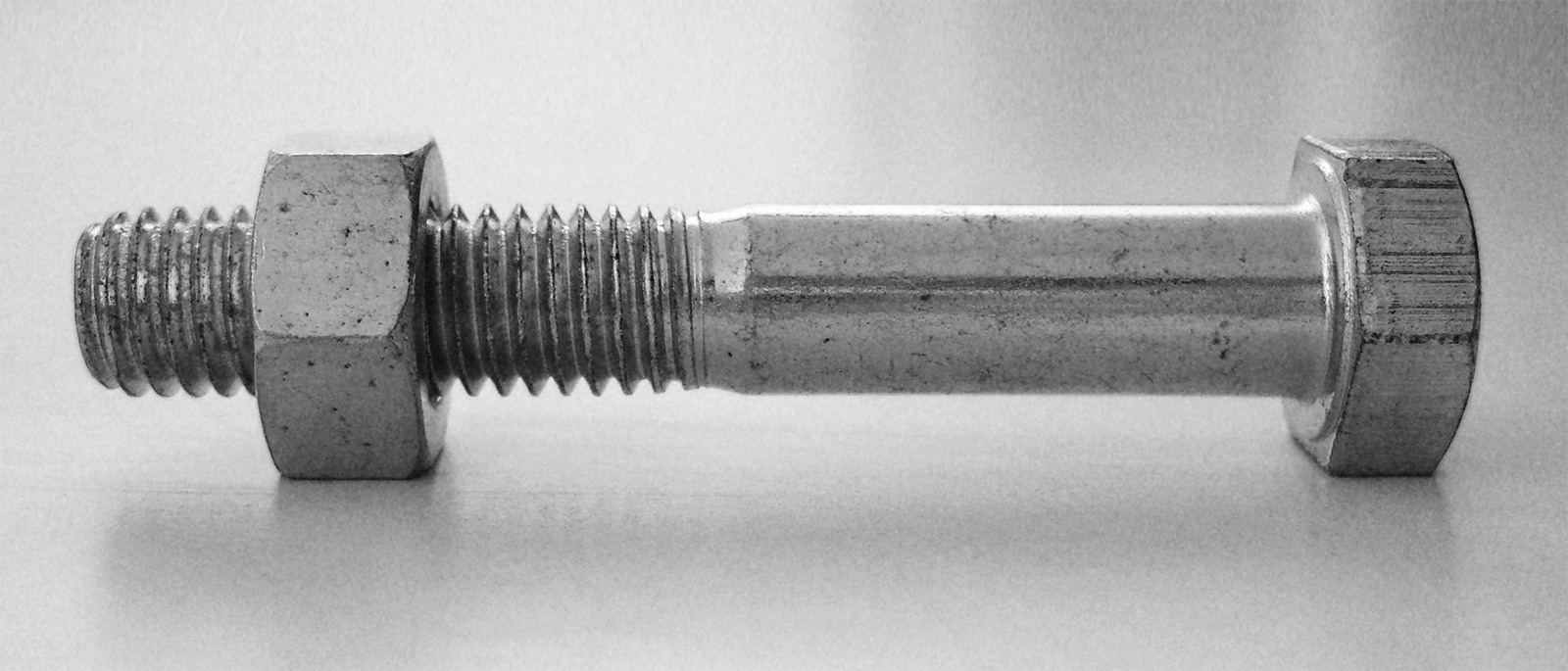
Bullone costituito da una coppia vite a testa esagonale (dado esagonale)

Il bullone (dal francese boulon) è un elemento di giunzione, smontabile, tra due parti meccaniche, formato da un elemento maschio (una vite) e da un elemento femmina (dado).
Da un punto di vista della definizione in ambito tecnico, il termine bullone identifica l'accoppiata di vite e dado. Tuttavia, nel linguaggio comune e in alcuni testi tecnici del passato, non è raro che venga identificato con questo termine solo la vite o solo il dado.
Si distingue dal rivetto, il quale non è un collegamento smontabile.

## Storia
Al tempo della carpenteria prevalentemente chiodata il bullone sostituiva in alcuni casi il chiodo o il ribattino, in altri ne accompagnava l'impiego. Si usavano bulloni quando la ribaditura del chiodo appariva impossibile per mancanza di spazio, quando il rifollamento del gambo era ostacolato da un eccessivo spessore da chiodare (spessore superiore a circa 6 volte il diametro del chiodo), quando si prevedevano importanti trazioni nei gambi o quando sussisteva la prospettiva di un successivo smontaggio.
I bulloni preferiti allo scopo, in sostituzione ai chiodi in giunti stabili di strutture non secondarie, erano torniti e venivano piazzati in fori calibrati. Essendo assai limitato il gioco foro-bullone (0,2÷0,3 mm), tutti i fori dovevano essere alesati in cantiere, pratica che portava a costi superiori a quelli dei chiodi.
Bulloni normali venivano impiegati su strutture secondarie e, correntemente, per l'accostamento delle superfici dei giunti chiodati. La comparsa dei bulloni ad alta resistenza (che possono lavorare ad attrito e che possono essere montati in fori con gioco maggiore) e il perfezionamento della tecnica dei giunti ad attrito, che si è avuta in Europa fra gli anni 1953 e 1957 (le prime ricerche e applicazioni dei bulloni ad alta resistenza si ebbero negli USA intorno al 1940) hanno via via prodotto, nei cantieri, una progressiva sostituzione dei chiodi con bulloni ad alta resistenza.

## Struttura
Un esempio tipico di bullone è composto da un maschio costituito da una vite a testa esagonale o, più raramente, a testa cilindrica con esagono incassato (TCEI o brugola), quadrata o svasata e da una femmina corrispondente a un dado, solitamente di forma esagonale, il quale presenta un foro in cui è ricavata una filettatura complementare a quella della vite.
L'elemento maschio prevede una parte di diametro minore (gambo) che si inserisce nelle parti da giungere e presenta, ad una delle sue estremità, una parte di dimensione maggiore (testa) che serve per l'appoggio e la compressione delle parti. L'accoppiamento delle parti da congiungere avviene forando le stesse ed inserendo il maschio all'interno del foro comune alle parti, accoppiandolo poi con una femmina situata al lato opposto rispetto alla testa del maschio. I fori praticati negli oggetti da unire non devono essere filettati e devono consentire il libero scorrimento del bullone.
La filettatura della vite normalmente non è presente per tutta la lunghezza del suo gambo, poiché non ha alcuna utilità nella zona interna allo spessore delle parti, dal momento che il collegamento tra esse avviene comprimendo l'una rispetto all'altra (o alle altre). Spesso, inoltre, la vite non presenta il gambo completamente filettato per garantire una maggiore resistenza a taglio. Nella giunzione bullonata il bullone può essere assimilato ad una molla che comprime tra loro, localmente, le due superfici a contatto generando un attrito che ne impedisce lo scorrimento reciproco. Pertanto, la giunzione non è assicurata dalla presenza del bullone che impedisce il taglio, dato che il gambo del bullone non dovrebbe nemmeno toccare i lembi del foro in cui è inserito, ma è garantita dall'attrito dato dalla compressione delle parti esercitata dalla testa della vite e dal dado dalla parte opposta. Se avviene lo scorrimento fra le due superfici a contatto la giunzione è considerata distrutta.
I dati caratteristici del bullone sono il diametro e la lunghezza. Il diametro corrisponde al diametro esterno della filettatura della vite, che è lo stesso della parte cilindrica non filettata. La lunghezza è quella del gambo della vite, con l'eccezione dei bulloni a testa svasata nei quali la lunghezza comprende anche la testa.

## Gli elementi costituenti
Oltre il dado, l'altro elemento principale è la vite, che è costituita da tre elementi:
- testa: è la parte della vite che esercita, con la faccia inferiore a contatto con il pezzo da giuntare, la forza di serraggio; la sua forma dipende, oltre che dalla forza di serraggio che si vuole esercitare, anche dal mezzo utilizzato per esercitarla e dall'ingombro della testa stessa sul pezzo. Può assumere una delle seguenti forme:
  - esagonale o quadrata (prismatica);
  - cilindrica con esagono incassato (del tipo brugola);
  - svasata a tronco di cono.
- gambo: ha forma cilindrica e può essere parzialmente o interamente filettato. Per le viti di collegamento la filettatura usata è la metrica triangolare (generalmente a passo grosso);
- estremità del gambo: la sua forma, nei casi più comuni, soprattutto per i collegamenti, è smussata o bombata, così da favorire la messa in opera della vite, proteggendo il primo filetto da possibili ammaccature.
- dado: normalmente ha forma esagonale. A seconda dell'altezza, i dadi sono classificati in alti, normali e bassi.

Poiché le viti e i dadi sono unificati, tutte le relative caratteristiche geometriche sono rilevabili dalle tabelle UNI di riferimento. Per garantire il loro accoppiamento, le filettature della vite e del dado (la filettatura interna al dado è detta madrevite) devono essere dello stesso tipo.

## Dati tecnici dei componenti

### Designazione viti

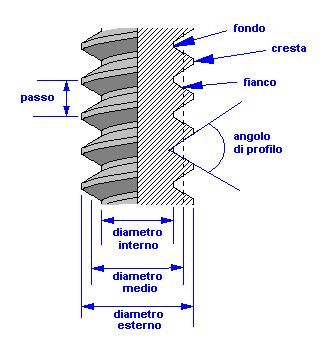
filettatura esterna destrorsa a profilo triangolare

La designazione di una vite a testa esagonale larga ad alta resistenza per carpenteria avviene secondo il seguente schema:
UNI EN 14399 M12 x 80 - 8.8
- UNI EN 14399 è la norma di riferimento.
- La lettera iniziale indica il tipo di filettatura, in questo caso M sta per Metrica ISO. Esistono tra l'altro altre filettature triangolari come la filettatura Whitworth (es. di designazione 1/2 W dove il numero indica il diametro nominale in pollici) e la filettatura GAS (es. di designazione G 1 1/2 dove il numero indica il diametro nominale in pollici) che può essere cilindrica o conica.
- Il primo numero indica il diametro esterno della filettatura (che coincide con il diametro del tratto di stelo non filettato) - diametro nominale.
- Il secondo numero indica la lunghezza del gambo della vite (da non confondere con quello del passo del filetto, indicato per filettature a passo fine).
- Il terzo numero è la classe di resistenza.

Nel caso di vite a passo fine si indica anche il passo della filettatura:
UNI EN 14399 M12 x 1,75 x 80 - 8.8

### Designazione dadi
La designazione di dado esagonale largo ad alta resistenza per carpenteria avviene secondo il seguente schema:
UNI EN 14399 {\displaystyle M16-8.0}
- La UNI EN 14399 è la norma di riferimento.
- La lettera iniziale indica il tipo di filettatura, in questo caso M sta per Metrica ISO.
- Il primo numero indica il diametro esterno della filettatura - diametro nominale.
- Il secondo numero è la classe di resistenza.

Nel caso di bullone a passo fine si indica anche il passo della filettatura:
UNI EN 14399 M16 x 2,00 - 8.0

### Filettatura

Profilo di base di tutte le filettature metriche ISO

Esistono le seguenti classi di filettatura:
- M2
- M2.5
- M3
- M4
- M5
- M6
- M8
- M10
- M12
- M14
- M16
- M18
- M20
- M22
- M24
- M27
- M30
- M36
- M42
- M48

### Viti esagonali metriche
Oltre alle geometrie del profilo e al metodo di identificazione delle dimensioni della filettatura, le norme ISO 261 e ISO 262 indicano anche una lista di combinazioni standard per quanto riguarda le dimensioni di diametro nominale, passo della filettatura, diametro della testa, tolleranze geometriche dovute ai diversi tipi di lavorazione e altro ancora.
ISO 261, intitolata ISO general purpose metric screw threads -- General plan, è una norma che riporta uno standard internazionale che definisce una dettagliata lista di combinazioni per quanto concerne il diametro nominale e il passo della filettatura.
ISO 262, intitolata ISO general purpose metric screw threads -- Selected sizes for screws, bolts and nuts, è una norma costituita da una breve lista di dimensioni della filettatura, sottoinsieme di quelle riportate nella più generale norma ISO 261. Tale lista viene riportata di seguito:

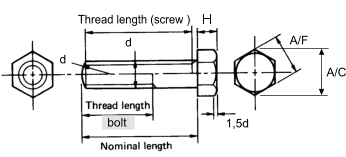
vite filettata quotata

| Diametro nominale D (mm) | Diametro nominale D (mm) | Passo P (mm) | Passo P (mm) | Testa vite     | Testa vite           | Testa vite                |
| Prima scelta             | Seconda scelta           | grosso       | fine         | Altezza H (mm) | Lato piatto A/F (mm) | Diametro esterno A/C (mm) |
| ------------------------ | ------------------------ | ------------ | ------------ | -------------- | -------------------- | ------------------------- |
| 1                        |                          | 0.25         |              |                |                      |                           |
| 1.2                      |                          | 0.25         |              |                |                      |                           |
|                          | 1.4                      | 0.3          |              |                |                      |                           |
| 1.6                      |                          | 0.35         |              |                |                      |                           |
|                          | 1.8                      | 0.35         |              |                |                      |                           |
| 2                        |                          | 0.4          |              |                |                      |                           |
| 2.5                      |                          | 0.45         |              |                |                      |                           |
| 3                        |                          | 0.5          |              | 2.125          | 5.5                  | 6.4                       |
|                          | 3.5                      | 0.6          |              |                |                      |                           |
| 4                        |                          | 0.7          |              | 2.925          | 7                    | 8.1                       |
| 5                        |                          | 0.8          |              | 3.65           | 8                    | 9.2                       |
| 6                        |                          | 1            | 0.75         | 4.15           | 10                   | 11.5                      |
|                          | 7                        | 1            |              |                |                      |                           |
| 8                        |                          | 1.25         | 1            | 5.65           | 13                   | 15                        |
| 10                       |                          | 1.5          | 1.25 or 1    | 7.18           | 17                   | 19.6                      |
| 12                       |                          | 1.75         | 1.5 or 1.25  | 8.18           | 19                   | 22.1                      |
|                          | 14                       | 2            | 1.5          |                |                      |                           |
| 16                       |                          | 2            | 1.5          | 10.18          | 24                   | 27.7                      |
|                          | 18                       | 2.5          | 2 or 1.5     |                |                      |                           |
| 20                       |                          | 2.5          | 2 or 1.5     | 13.215         | 30                   | 34.6                      |
|                          | 22                       | 2.5          | 2 or 1.5     |                |                      |                           |
| 24                       |                          | 3            | 2            | 15.215         | 36                   | 41.6                      |
|                          | 27                       | 3            | 2            |                |                      |                           |
| 30                       |                          | 3.5          | 2            | 19.26          | 50                   | 53.1                      |
|                          | 33                       | 3.5          | 2            |                |                      |                           |
| 36                       |                          | 4            | 3            | 23.26          | 55                   | 63.5                      |
|                          | 39                       | 4            | 3            |                |                      |                           |
| 42                       |                          | 4.5          | 3            |                |                      |                           |
|                          | 45                       | 4.5          | 3            |                |                      |                           |
| 48                       |                          | 5            | 3            |                |                      |                           |
|                          | 52                       | 5            | 4            |                |                      |                           |
| 56                       |                          | 5.5          | 4            |                |                      |                           |
|                          | 60                       | 5.5          | 4            |                |                      |                           |
| 64                       |                          | 6            | 4            |                |                      |                           |

### Dadi esagonali metrici

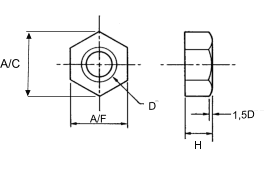
quotatura dado

| Diametro nominale foro D (mm) | Diametro nominale foro D (mm) | Passo P (mm) | Passo P (mm) | Misura piatti A/F (mm) | Diametro esterno A/C (mm) | Height H (mm)  | Height H (mm) | Height H (mm) |
| 1ª scelta                     | 2ª scelta                     | grosso       | fine         |                        |                           | Dadi esagonali | Mezzi dadi    | Dadi in Nylon |
| ----------------------------- | ----------------------------- | ------------ | ------------ | ---------------------- | ------------------------- | -------------- | ------------- | ------------- |
| 1                             |                               | 0.25         |              |                        |                           |                |               |               |
| 1.2                           |                               | 0.25         |              |                        |                           |                |               |               |
|                               | 1.4                           | 0.3          |              |                        |                           |                |               |               |
| 1.6                           |                               | 0.35         |              |                        |                           |                |               |               |
|                               | 1.8                           | 0.35         |              |                        |                           |                |               |               |
| 2                             |                               | 0.4          |              | 4                      |                           | 1.6            | 1.2           | -             |
| 2.5                           |                               | 0.45         |              | 5                      |                           | 2              | 1.6           | -             |
| 3                             |                               | 0.5          |              | 5.5                    | 6.4                       | 2.4            | 1.8           | 4             |
|                               | 3.5                           | 0.6          |              |                        |                           |                |               |               |
| 4                             |                               | 0.7          |              | 7                      | 8.1                       | 3.2            | 2.2           | 5             |
| 5                             |                               | 0.8          |              | 8                      | 9.2                       | 4              | 2.7           | 5             |
| 6                             |                               | 1            | 0.75         | 10                     | 11.5                      | 5              | 3.2           | 6             |
|                               | 7                             | 1            |              | 11                     |                           | 5.5            | 3.5           | -             |
| 8                             |                               | 1.25         | 1            | 13                     | 15                        | 6.5            | 4             | 8             |
| 10                            |                               | 1.5          | 1.25 or 1    | 17                     | 19.6                      | 8              | 5             | 10            |
| 12                            |                               | 1.75         | 1.5 or 1.25  | 19                     | 22.1                      | 10             | 6             | 12            |
|                               | 14                            | 2            | 1.5          | 22                     |                           | 11             | 7             | 14            |
| 16                            |                               | 2            | 1.5          | 24                     | 27.7                      | 13             | 8             | 16            |
|                               | 18                            | 2.5          | 2 or 1.5     | 27                     |                           | 15             | 9             | 18.5          |
| 20                            |                               | 2.5          | 2 or 1.5     | 30                     | 34.6                      | 16             | 10            | 20            |
|                               | 22                            | 2.5          | 2 or 1.5     |                        |                           |                |               |               |
| 24                            |                               | 3            | 2            | 36                     | 41.6                      | 19             |               |               |
|                               | 27                            | 3            | 2            |                        |                           |                |               |               |
| 30                            |                               | 3.5          | 2            | 50                     | 53.1                      | 24             |               |               |
|                               | 33                            | 3.5          | 2            |                        |                           |                |               |               |
| 36                            |                               | 4            | 3            | 55                     | 63.5                      | 29             |               |               |
|                               | 39                            | 4            | 3            |                        |                           |                |               |               |
| 42                            |                               | 4.5          | 3            |                        |                           |                |               |               |
|                               | 45                            | 4.5          | 3            |                        |                           |                |               |               |
| 48                            |                               | 5            | 3            |                        |                           |                |               |               |
|                               | 52                            | 5            | 4            |                        |                           |                |               |               |
| 56                            |                               | 5.5          | 4            |                        |                           |                |               |               |
|                               | 60                            | 5.5          | 4            |                        |                           |                |               |               |
| 64                            |                               | 6            | 4            |                        |                           |                |               |               |

### Bulloni normali e ad alta resistenza
I bulloni normali vengono impiegati per le giunzioni a taglio, nelle quali la resistenza del giunto è affidata alla capacità di resistenza a taglio della sezione del gambo del bullone impegnate nel giunto. I bulloni ad alta resistenza vengono impiegati per le giunzioni ad attrito, nelle quali l'efficacia del giunto è affidata all'attrito prodotto dalla pretensione dovuta al momento di serraggio (precarico) a cui è sottoposto il bullone.
Sia i bulloni normali, sia quelli ad alta resistenza vengono serrati, ma solo in quelli ad alta resistenza possiamo fare affidamento sul funzionamento ad attrito fra le piastre (bulloni precaricati). In quelli normali viene fatto solo per evitare infiltrazioni d'acqua nella fessura fra le piastre (bulloni serrati).
I bulloni ad alta resistenza possono essere utilizzati anche per le giunzioni a taglio, ma in questo caso il loro impiego risulta non giustificato e antieconomico.
Ambedue i tipi di bulloni possono essere realizzati con acciaio non legato (brunito e zincato a caldo) o legato a basso o medio tenore di carbonio, ma per quelli ad alta resistenza il materiale viene sottoposto a un trattamento di tempra e rinvenimento.

### Le classi di resistenza delle viti
I bulloni utilizzati in carpenteria hanno viti tabellate per classi secondo la normativa UNI EN ISO 898-1:2001. Tali classi sono specificate da due numeri: il primo indica la resistenza ultima ft (espressa in MPa) diviso 100; il secondo corrisponde al rapporto tra la resistenza a snervamento fy e la resistenza ultima ft (entrambe espresse in MPa), moltiplicato per 10.
Pertanto una vite di classe 4.6 ha:
- ft = 100x4 = 400 MPa
- fy = 6/10 ft = 0,6 ft = 240 MPa

Si distinguono le seguenti classi con le relative proprietà meccaniche:
| Classe | Resistenza a taglio (fk,V) | Resistenza a trazione/compressione (fk,N) | Resistenza a snervamento (fy) | Resistenza ultima (ft) | Allungamento % (A%) |
| 4.6    | 170 MPa                    | 240 MPa                                   | 240 MPa                       | 400 MPa                | 22                  |
| 5.6    | 212 MPa                    | 300 MPa                                   | 300 MPa                       | 500 MPa                | 20                  |
| 6.8    | 255 MPa                    | 360 MPa                                   | 480 MPa                       | 600 MPa                | 16                  |
| 8.8    | 396 MPa                    | 560 MPa                                   | 640 MPa                       | 800 MPa                | 12                  |
| 10.9   | 495 MPa                    | 700 MPa                                   | 900 MPa                       | 1000 MPa               | 9                   |
| 12.9   | 594 MPa                    | 840 MPa                                   | 1080 MPa                      | 1200 MPa               | 8                   |

Questi valori caratteristici andranno divisi per un coefficiente di modello e uno di sicurezza del materiale per i calcoli di progetto.
Le classi 8.8, 10.9 e 12.9 sono dette ad alta resistenza mentre le classi precedenti sono dette normali.

### Le classi di resistenza dei dadi
I bulloni utilizzati in carpenteria hanno dadi tabellati per classi secondo la normativa UNI EN ISO 898-2. Tali classi sono specificate da un numero indicante la minima resistenza di prova (espressa in MPa) diviso 100.
Pertanto, un bullone di classe 10.0 ha:
- fp = 100x10 = 1000 MPa

Questa resistenza di prova è pari alla resistenza a trazione minima di un bullone che, accoppiato con il corrispondente dado, viene sollecitato fino al carico di rottura ammissibile del bullone.

### Accoppiamento vite/dado
Per qualsiasi tipo di giunzione bullonata le viti e i dadi devono essere associati come riportato nel seguente prospetto:
|      | normali     | ad alta resistenza |
| vite | 4.6 5.6 6.8 | 8.8 10.9 12.9      |
| dado | 4.0 5.0 6.0 | 8.0 10.0 12.0      |

## Serraggio
Nota la coppia di serraggio corrispondente al diametro del bullone, al passo della sua filettatura e alla qualità dell'acciaio di cui è costituito, è possibile effettuare il serraggio del bullone. Il serraggio può essere manuale con chiave dinamometrica o con chiave pneumatica a impulsi.
Nel primo caso è possibile operare:
- con chiavi a limitazione di coppia: viene imposto, su un indice graduato generalmente applicato al manico, il valore della coppia alla quale la chiave si disinnesca automaticamente;
- con chiavi a lettura diretta: la lettura della coppia viene direttamente eseguita in fase di serraggio, su un indicatore accoppiato al dinamometro.

Tali chiavi hanno l'inconveniente di essere molto ingombranti.
Nel caso di chiavi pneumatiche, il serraggio è ottenibile:
- con chiavi pneumatiche a limitazione incorporata di coppia;
- con chiavi pneumatiche asservite a un regolatore di pressione;
- con chiavi pneumatiche e controllo di rotazione del dado (sistema turn of the nut).

## Utilità
Il bullone è molto utile ogni qual volta si desideri unire due o più parti (studiate per questo tipo d'assemblaggio) tra loro, invece che utilizzare la saldatura o il metodo ad incastro. Questo tipo d'unione permette di smontare e rimontare velocemente (a differenza della saldatura) i componenti senza che questi si rovinino, cosa probabile con il metodo a incastro.

## Accorgimenti
Il bullone può essere corredato o meno da dispositivi ausiliari, atti solitamente a impedirne lo svitamento. Questi dispositivi possono essere controdadi, rondelle, piastrine d'arresto, rosette elastiche, spine e copiglie, o semplicemente adottando un dado autobloccante o un frenafiletti.

## Dispositivi antisvitamento
Quando un collegamento bullonato è soggetto a carichi variabili o vibrazioni, le viti tendono a ruotare e quindi il collegamento tende ad allentarsi.
Per evitare questo problema si possono utilizzare i seguenti accorgimenti:
- dado e controdado: in questo caso il controdado assicura un tiro sul gambo della vite e quindi una forza d'attrito che impedisca la rotazione;
- dadi autobloccanti: realizzati con materiali a elevatissimo attrito,
- dadi con spine o rosette.

## Marcatura
I bulloni, essendo materiali da costruzione, rientrano nelle disposizioni della Direttiva 89/106/CEE e pertanto devono essere soggetti a marcatura CE.
La norma armonizzata UNI EN 14399-1 recepisce i contenuti della Direttiva 89/106/CEE e specifica i requisiti generali per la bulloneria strutturale ad alta resistenza a serraggio controllato.
Pertanto i bulloni devono riportare le seguenti marcature, per rilievo o per incisione, nel rispetto anche della UNI EN ISO 898:
- vite (preferibilmente sulla testa) e dado:
  - simbolo CE;
  - classe di resistenza;
  - marchio o simbolo del produttore
- rondella:
  - nessuna marcatura particolare richiesta

Solo gli elementi di fissaggio marcati conformemente possiedono le caratteristiche previste dalla norma.
Per i bulloni inox, secondo la UNI EN ISO 3506, va aggiunta anche la marcatura della qualità dell'acciaio secondo le seguenti sigle:
- gruppo austenitico- acciai austenitici al cromo-nichel e cromo-nichel-molibdeno; qualità:
  - A1 - AISI 303
  - A2 - AISI 304, 304L, 305
  - A3 - AISI 321, 347
  - A4 - AISI 316L, 316
  - A5 - AISI 316Ti, 316Nb
- gruppo martensitico- acciai martensitici al cromo; qualità:
  - C1 - AISI 410
  - C3 - AISI 431
  - C4 - AISI 416, 416Se
- gruppo ferritico-acciai ferritici al cromo; qualità:
  - F1 - AISI 430
  - F2 - AISI 430F

Nel caso di bulloni inox, la classe di resistenza (con riferimento allo stato metallurgico) è indicata da un numero pari a 1/10 del carico unitario di rottura (in MPa) e precisamente:
- 45 - bassa resistenza: solo per gli acciai ferritici allo stato addolcito;
- 50 - bassa resistenza: per gli acciai austenitici e martensitici allo stato addolcito;
- 60 - media resistenza: solo per gli acciai ferritici allo stato incrudito;
- 70 - media resistenza: per gli acciai austenitici e martensitici i primi allo stato incrudito i secondi temprato e rinvenuto;
- 80 - elevata resistenza: per gli acciai austenitici e martensitici i primi allo stato fortemente incrudito i secondi temprato e rinvenuto;

Pertanto, un bullone con marcatura A1 50 è un bullone in acciaio inox del gruppo austenititico che ha subito un trattamento di addolcimento e che ha un carico unitario a rottura pari a 500 MPa.

## Normative
- UNI EN 15048-1: Bulloneria strutturale non a serraggio controllato - Parte 1: Requisiti generali
- UNI EN 14399-1: Bulloneria strutturale ad alta resistenza a serraggio controllato - Parte 1: Requisiti generali
- UNI EN ISO 898-1: Caratteristiche meccaniche degli elementi di collegamento di acciaio - Parte 1: Viti e viti prigioniere con classi di resistenza specificate - Filettature a passo grosso e a passo fine
- UNI EN ISO 898-2: Caratteristiche meccaniche degli elementi di collegamento di acciaio al carbonio e acciaio legato - Parte 2: Dadi con classi di resistenza specificate - Filettatura a passo grosso e filettatura a passo fine
- UNI EN ISO 898-6: Caratteristiche meccaniche degli elementi di collegamento. Dadi con carichi di prova determinati. Filettatura a passo fine.
- UNI EN ISO 3506-1: Caratteristiche meccaniche degli elementi di collegamento di acciaio inossidabile resistente alla corrosione - Parte 1: Viti e viti prigioniere
- UNI EN ISO 3506-2: Caratteristiche meccaniche degli elementi di collegamento di acciaio inossidabile resistente alla corrosione - Parte 2: Dadi
- UNI EN ISO 4016: Viti a testa esagonale con gambo parzialmente filettato - Categoria C
- UNI 5592: Dadi esagonali normali. Filettatura metrica ISO a passo grosso e a passo fine. Categoria C.